# Мохаммад Алі Раджаї
Мохаммед Алі Раджаї (перс. محمد علی رجائی; 15 червня 1933, Казвін, Іран — 30 серпня 1981) — другий президент Ірану.

## Кар'єра
Обраний на пост 2 серпня 1981 після роботи прем'єр-міністром в уряді Банісадра. Обіймав також посаду міністра закордонних справ у березні — серпні 1981. Лідер так званої Іранської культурної революції — програми щодо закриття університетів та інших установ, які, на думку влади, сприяли поширенню культурного впливу Заходу.
30 серпня 1981, через два тижні після інавгурації, Раджан був убитий в результаті вибуху під час зустрічі з прем'єр-міністром і секретарем Вищої ради національної безпеки. Вибух забрав життя самого Раджана, глави уряду Бахонара і ще трьох осіб.